# 张国传
张国传（1910年—2009年），中国人民解放军将领、中国人民解放军开国少将。
曾任湖北军区副参谋长兼人武部部长。1955年，授予中国人民解放军少将。